# Amazona (animal)
Amazona es un género de aves psitaciformes de la familia de los psitácidos que incluye a un gran grupo de loros cuya área de distribución abarca desde la mayor parte de Sudamérica hasta México y Cuba, y se conocen comúnmente como loros amazónicos o amazonas. Es uno de los 92 géneros de loros que componen el orden Psittaciformes. Contiene una treintena de especies. La mayoría de los loros amazónicos son predominantemente verdes, con colores acentuados que dependen de la especie, y pueden ser bastante vívidas. Se alimentan principalmente de semillas, nueces y frutos, complementados con materia frondosa.
Muchos loros tienen la capacidad de imitar el habla humana y otros sonidos. En parte debido a esto, son populares como mascotas, y se ha desarrollado una pequeña industria en la cría de loros en cautiverio para este mercado. Esta popularidad ha llevado a que muchos loros sean sacados de la naturaleza hasta el punto de que algunas especies se han visto amenazadas. Los Estados Unidos y la Unión Europea han declarado ilegal la captura de loros salvajes para el comercio de mascotas en un intento por ayudar a proteger las poblaciones salvajes. Las poblaciones salvajes de loros se pueden encontrar en las principales ciudades de América, incluso en Sudáfrica y Europa, donde fueron introducidos.

## Descripción

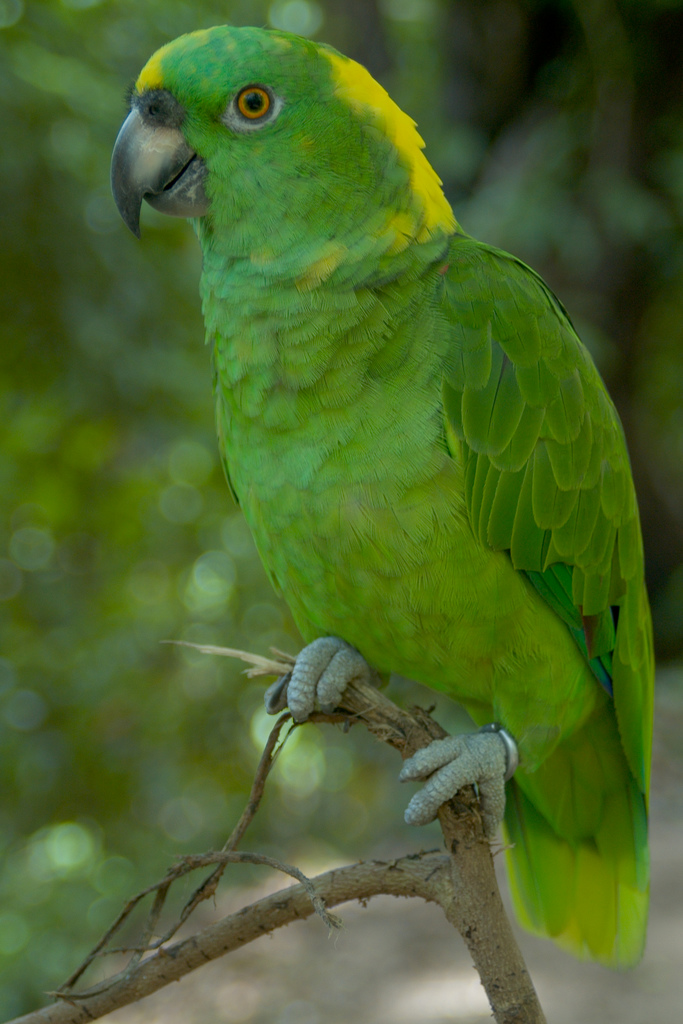
Loro de nuca amarilla.

La mayoría de los loros amazónicos son predominantemente verdes, con colores contrastantes en partes del cuerpo como la corona, la cara y las plumas de vuelo; estos colores varían según la especie. Son loros de tamaño mediano a grande, que miden entre 23-45 cm de largo y tienen colas y alas cortas y redondeadas. Son de pico grueso y tienen una muesca distinta en la mandíbula superior y una cera encima del pico. Los loros amazónicos machos y hembras son aproximadamente del mismo tamaño, aunque los machos pueden ser más grandes a veces. La mayoría de los loros amazónicos no presentan dimorfismo sexual (los machos y hembras son similares), a excepción del loro frente blanca, el loro yucateco y el loro hablador, siendo esta última especie sexualmente dimórfica cuando se ve en el espectro ultravioleta, invisible para los humanos. Pueden pesar desde 190 g hasta más de 565 g.

## Comportamiento

### Alimentación

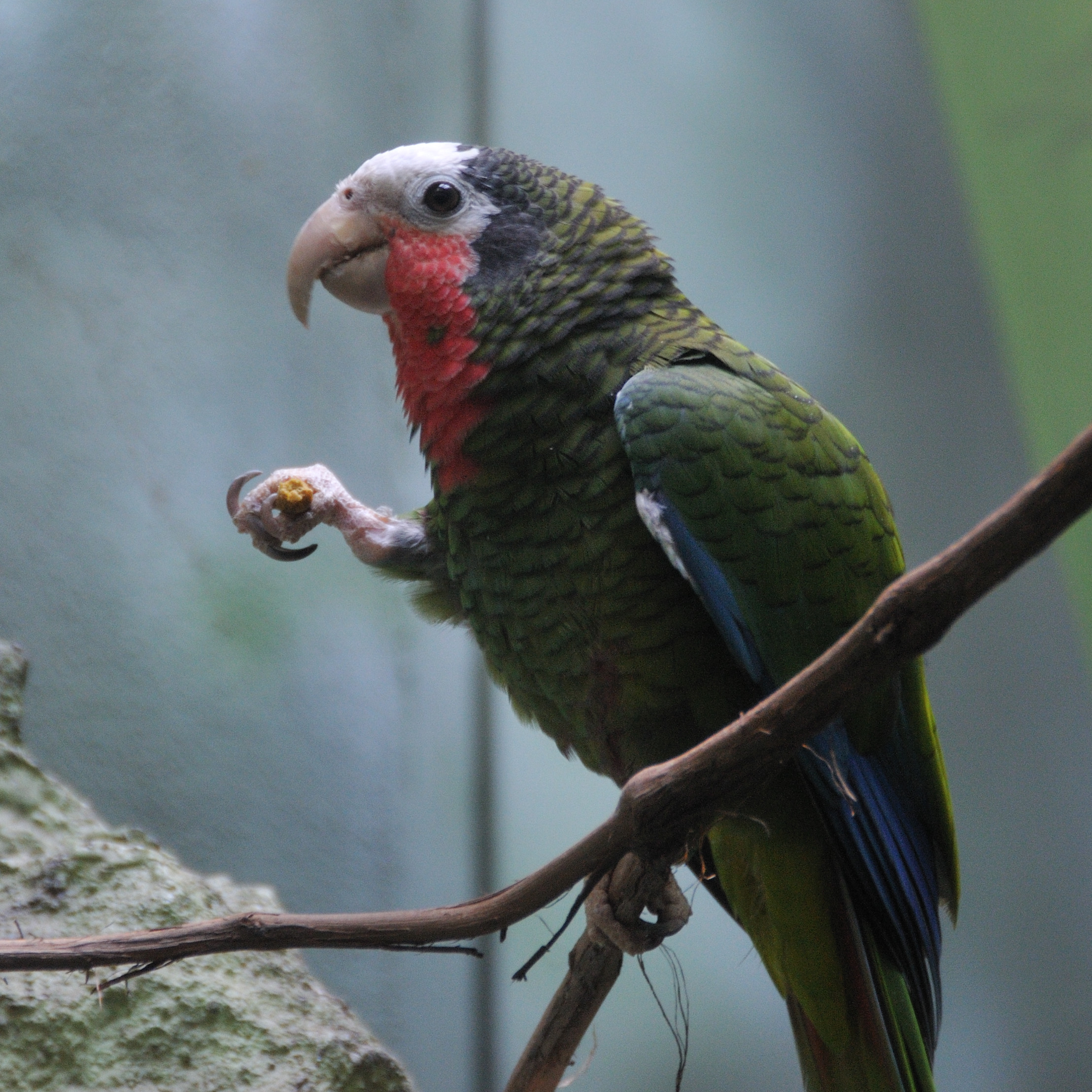
Loro cubano (Amazona leucocephala) comiendo en el Zoológico del Bronx.

Los loros amazónicos se alimentan principalmente de semillas, nueces y frutos, complementados con materia frondosa. Sus fuertes picos les permiten romper cáscaras de nueces con facilidad, y sostienen su comida con una pata, siendo las únicas aves con dicha capacidad. En cautiverio, las aves disfrutan de verduras como la calabaza, la papa hervida, los guisantes, los frijoles y las zanahorias. Los loros amazónicos continentales se alimentan y luego alimentan a sus crías dos veces al día (generalmente una hora después del amanecer y una hora y media antes del atardecer), mientras que los loros amazónicos de las Indias Occidentales lo hacen 4-5 veces. Las hipótesis propuestas de por qué esto es incluyen el valor nutricional de los alimentos en la región, así como el estrés por temperatura. Durante el tiempo de inactividad antes de las expediciones de búsqueda de alimento por la tarde, los loros amazónicos pasan su tiempo acicalándose a sí mismos y a sus parejas.

### Reproducción

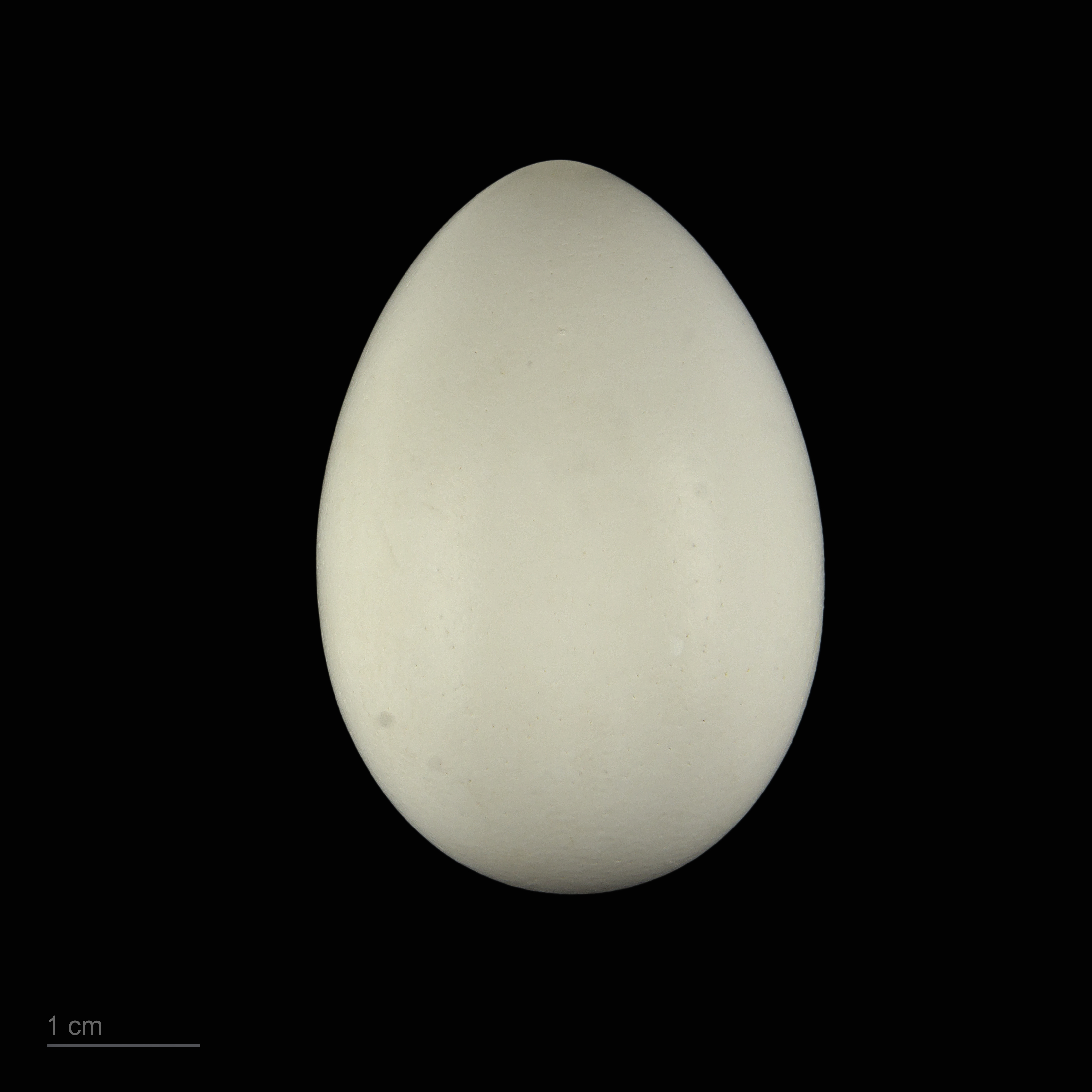
Huevo de Amazona aestiva - MHNT

La edad reproductiva exacta de las aves silvestres no se conoce con precisión. Para las aves criadas en cautiverio, la edad promedio de reproducción es de alrededor de cuatro años, y algunos grupos más grandes, como los loros reales amazónicos, requieren seis años. Las aves cautivas de hasta 30 años han puesto huevos. Los loros amazónicos tienen un promedio de 5 semanas para la iniciación del nido, y las anidaciones más exitosas tienen un promedio de 2,2 polluelos. Los loros amazónicos se reproducen principalmente durante el final del invierno y la primavera, ya que son reproductores estacionales. Esto puede suceder debido a la disponibilidad de alimentos o a una menor probabilidad de inundaciones, ya que el período suele ser seco. Los loros amazónicos de las Indias Occidentales tienden a reproducirse antes que los loros amazónicos mexicanos, que alcanzan su punto máximo entre marzo y abril, mientras que los loros amazónicos de las Indias Occidentales alcanzan su punto máximo en marzo.

### Comunicación y sociabilidad

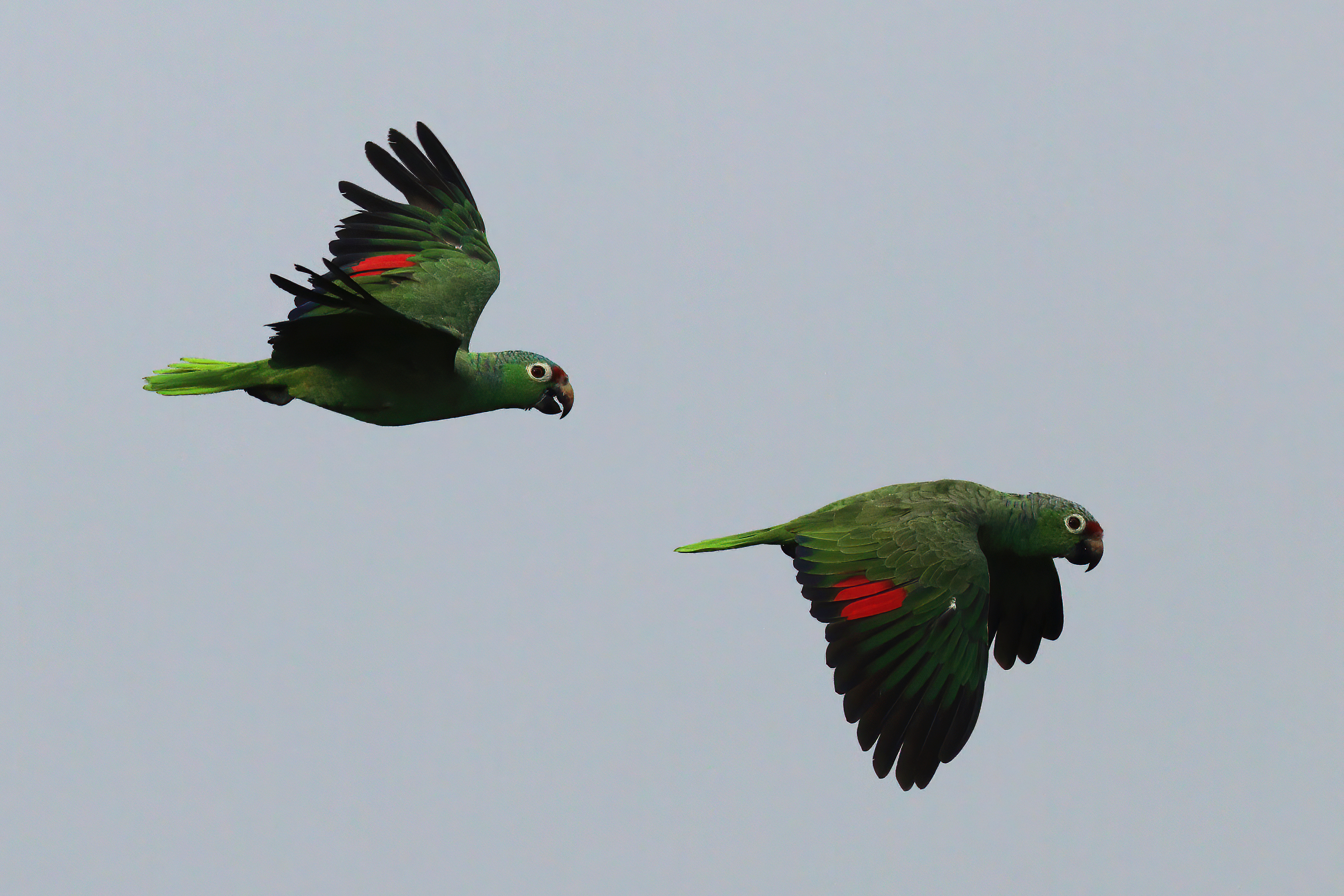
Una pareja de loros de cachete amarillo volando.

Los loros amazónicos se comunican principalmente vocalmente. Especies como el loro guaro tienen nueve vocalizaciones diferentes grabadas que se utilizan en diferentes situaciones. Sin embargo, se han observado patrones de comunicación gestual con las aves, que se cree que se utilizan para evitar a los depredadores. En general, los loros amazónicos son aves muy sociales en su alimentación, descanso y anidación. La mayoría de los loros amazónicos viajan en grandes grupos y anidan en grupos, pero las cuatro especies de las Antillas Menores son menos sociales. Las teorías de por qué esto es incluyen la falta de riesgo de depredación. En cautiverio, los loros amazónicos son conocidos por su habilidad para imitar el habla humana. También parecen tener afinidad por la música y el canto humanos.
Amplios estudios del comportamiento vocal en loros de nuca amarilla salvajes muestran la presencia de dialectos vocales, en los cuales el repertorio de llamadas que los loros vocalizan cambia en límites geográficos discretos, de manera similar a cómo los humanos tienen diferentes idiomas o dialectos. Los dialectos son estables durante largos períodos de tiempo y son significativos para los loros; responden menos a las llamadas que no son de su propio dialecto.

## Comportamiento en cautividad y cuidados

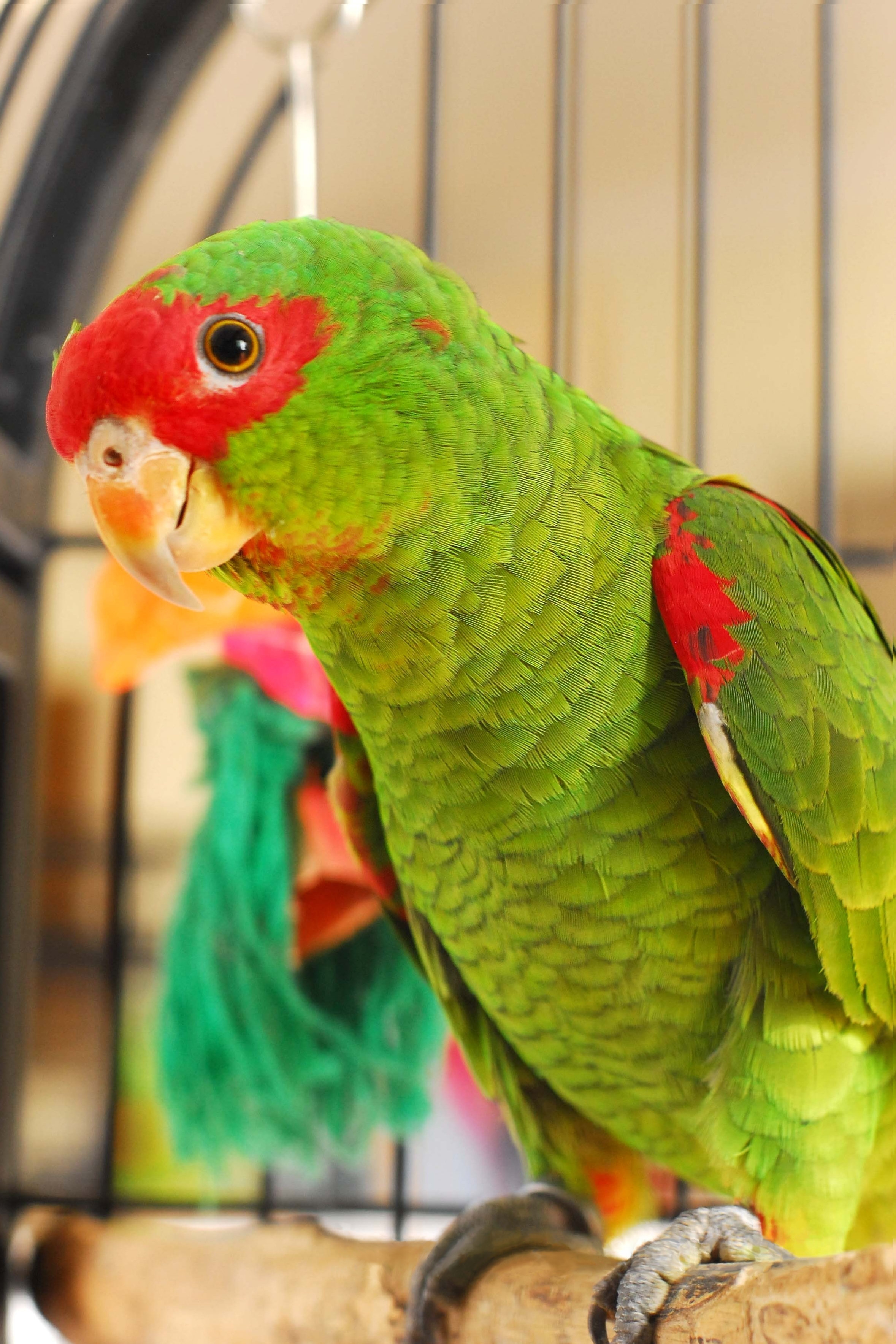
Loro de anteojos rojos en una jaula.

El loro cabeza amarilla, el loro nuca amarilla y el loro hablador son algunas de las especies que comúnmente se mantienen como mascotas. Pueden vivir de 30 a 50 años, con un informe de un loro real amazónico que vivió durante 56 años en cautiverio. Sin embargo, algunos loros pueden tener agresividad inducida por hormonas y atacar a sus dueños, lo que ha llevado a los dueños a buscar la modificación del comportamiento de sus loros. Por otro lado, a diferencia de muchas otras especies de amazonas, se dice que el loro cachete amarillo y el loro harinoso poseen temperamentos amables, tranquilos y afectuosos. Para mantener la salud y la felicidad, los loros domésticos requieren mucho más entrenamiento que los animales domésticos, como los perros o incluso los gatos. Requieren comprensión, juguetes manipulables y recompensas por un buen comportamiento como el de una mascota, o pueden desarrollar comportamientos bastante agresivos, que se pueden observar claramente a través del lenguaje corporal del ave, fijando los ojos, ensanchando la cola, levantando las plumas de la cabeza y el cuello y participando en un «paván de macho». Tienen una fuerte necesidad innata de picotear; por lo tanto, requieren juguetes seguros y destructibles. Uno de los principales problemas que enfrentan los loros amazónicos en cautiverio es la obesidad, que se puede evitar con una dieta y ejercicio correctos. Dentro del cautiverio, se recomienda alimentar a los loros amazónicos con una variedad de alimentos, en su mayoría alimentos granulados. Las semillas no deben constituir la totalidad de la ingesta, deben ser solo parte de una dieta variada y equilibrada, complementada con alimentos como frutas frescas (excepto el aguacate, que es perjudicial para los loros) y verduras, con nueces y semillas proporcionadas solo con moderación. A los loros también se les debe dar la oportunidad de buscar comida en lugar de simplemente dársela, ya que están motivados para buscar comida incluso cuando hay una alternativa más fácil disponible.
A los loros amazónicos se les debe dar un área oscura y tranquila para dormir. Se recomienda darle al ave tiempo de inactividad y siestas o mantenerlo en total oscuridad durante 12 horas para que pueda descansar. Los loros también necesitan ser bañados o rociados con agua una vez por semana para permitir comportamientos de baño.

### Comercio como mascotas
Los loros amazónicos son atrapados para el comercio de mascotas. Las especies de loros más comercializadas son los loros habladores, los loros cabeza amarilla y los loros reales amazónicos. Una prohibición de 1992 sobre el comercio de aves silvestres por parte de los EE. UU. provocó una fuerte caída en el comercio y una desviación del 66 % hacia la Unión Europea, y una nueva prohibición de la UE sobre el comercio en 2005 provocó otra caída. Entre 1980 y 2013 se comercializaron 372.988 loros amazónicos. Todavía se produce algo de comercio ilegal entre México y Estados Unidos.

## Especies
| Nombre común                              | Nombre científico     |
| ----------------------------------------- | --------------------- |
| Loro hablador o amazona frentiazul        | Amazona aestiva       |
| Amazona de pico negro                     | Amazona agilis        |
| Loro de frente blanca                     | Amazona albifrons     |
| Loro guaro                                | Amazona amazonica     |
| Amazona de cuello rojo                    | Amazona arausiaca     |
| Loro de nuca amarilla                     | Amazona auropalliata  |
| Loro cariamarillo o de cachetes amarillos | Amazona autumnalis    |
| Cotorra margariteña                       | Amazona barbadensis   |
| Loro brasileño                            | Amazona brasiliensis  |
| Amazona de pico amarillo                  | Amazona collaria      |
| Loro de cara azul                         | Amazona dufresniana   |
| Loro harinoso o loro verde                | Amazona farinosa      |
| Loro de lomo rojo                         | Amazona festiva       |
| Loro de corona lila                       | Amazona finschi       |
| Loro de San Vicente                       | Amazona guildingii    |
| Loro imperial o Sisserou                  | Amazona imperialis    |
| Loro de cara blanca                       | Amazona kawalli       |
| Loro cubano                               | Amazona leucocephala  |
| Loro de Martinica                         | Amazona martinicana   |
| Loro de nuca escamada                     | Amazona mercenaria    |
| Loro real amazónico                       | Amazona ochrocephala  |
| Loro de cabeza amarilla                   | Amazona oratrix       |
| Loro de anteojos rojos o charao           | Amazona pretrei       |
| Loro de cejas rojas                       | Amazona rhodocorytha  |
| Loro alisero                              | Amazona tucumana      |
| Cotorra de La Española                    | Amazona ventralis     |
| Loro de Santa Lucía                       | Amazona versicolor    |
| Loro vináceo                              | Amazona vinacea       |
| Loro de Guadalupe                         | Amazona violacea      |
| Loro tamaulipeco                          | Amazona viridigenalis |
| Cotorra puertorriqueña                    | Amazona vittata       |
| Loro yucateco                             | Amazona xantholora    |

En 2017 un estudio publicado por los ornitólogos Tony Silva, Antonio Guzmán, Adam D. Urantówka y Paweł Mackiewicz propusieron una nueva especie para la zona de la Península de Yucatán (México), siendo esta denominada como Amazona gomezgarzai. Sin embargo, estudios posteriores ponen en duda la validez de la misma, indicando que posiblemente estos organismos tuviesen un origen híbrido artificial.
Una especie de este género, Amazona xanthops, fue transferida al género Alipiopsitta.

## Galería

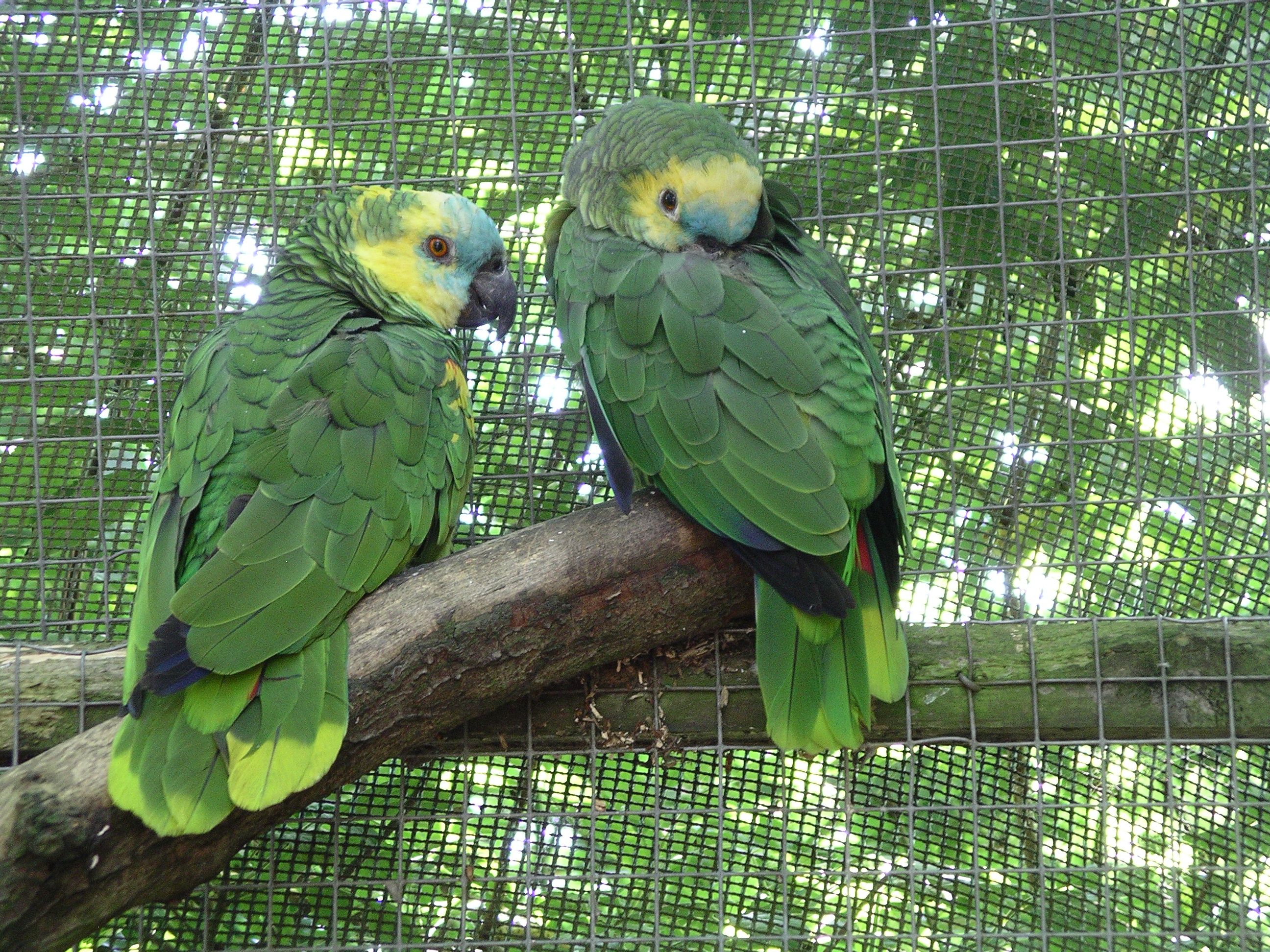
Loro frentiazul (Amazona aestiva).
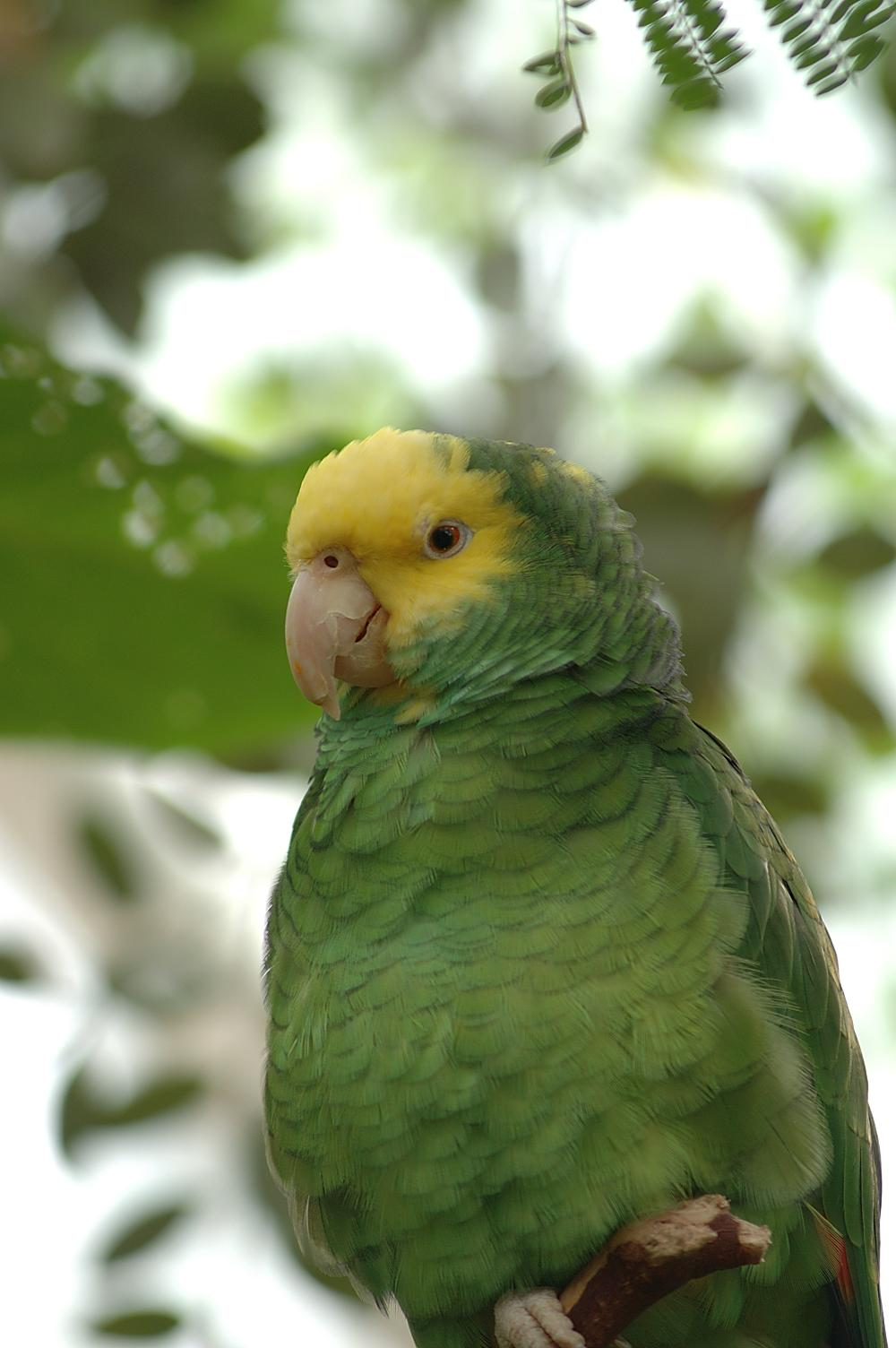
Loro de cabeza amarilla (Amazona oratrix).
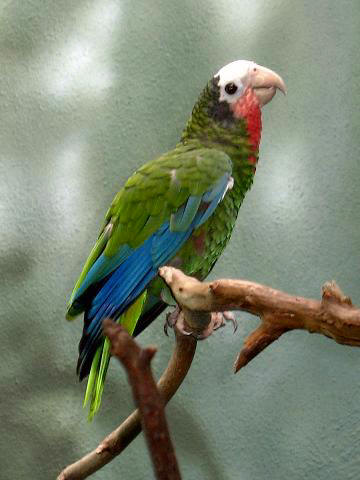
Loro cubano (Amazona leucocephala).
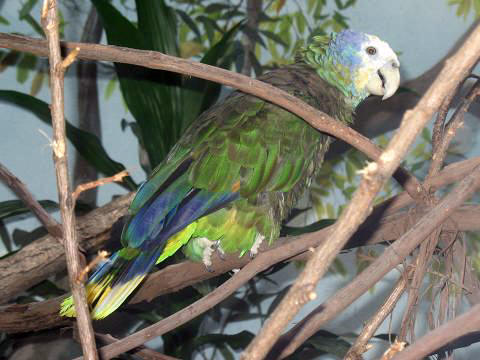
Loro de San Vicente (Amazona guildingii)
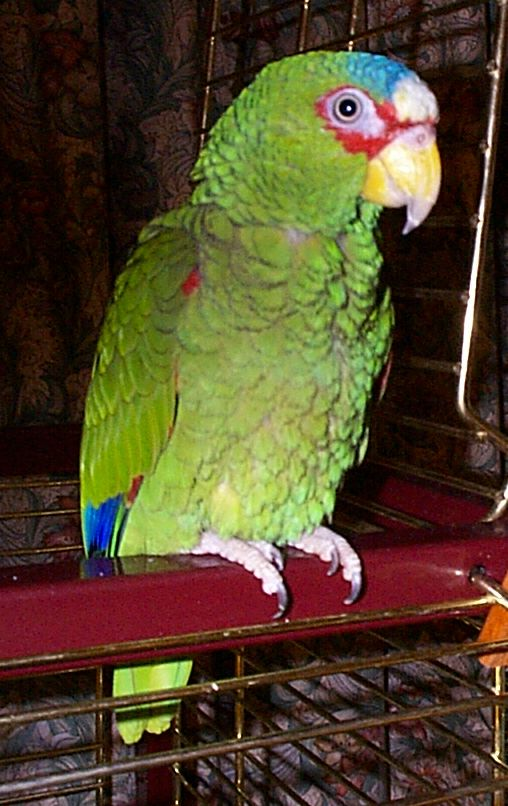
Loro de frente blanca (Amazona albifrons).
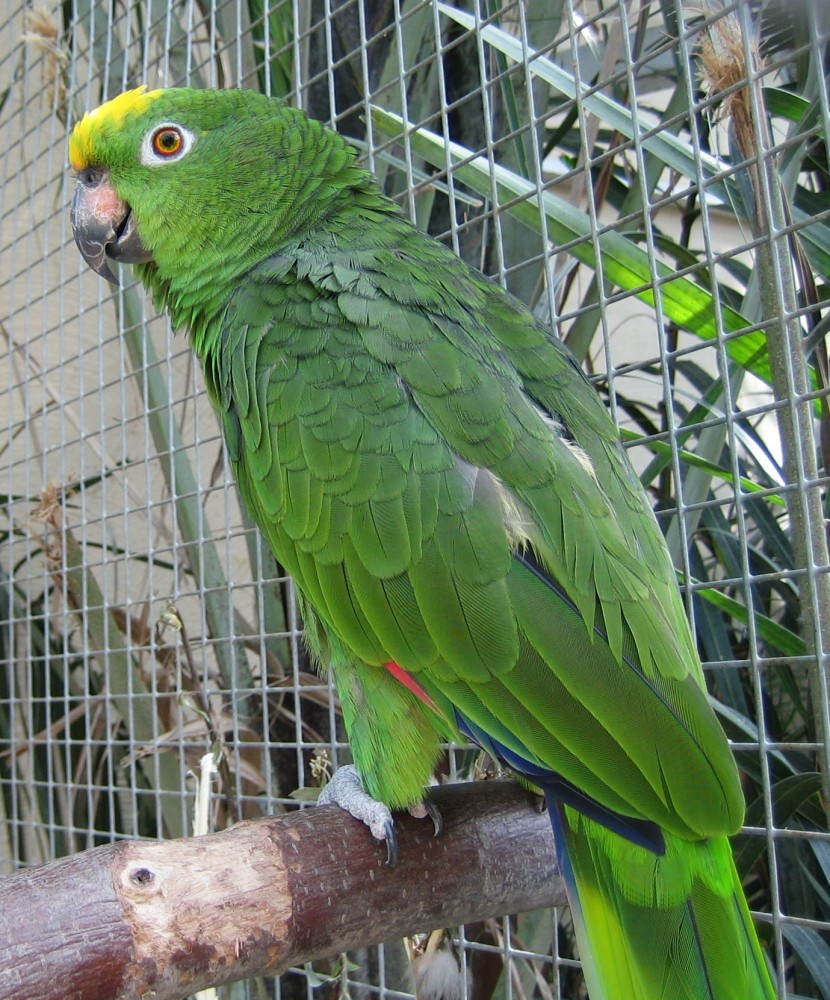
Loro real amazónico (Amazona ochrocephala).
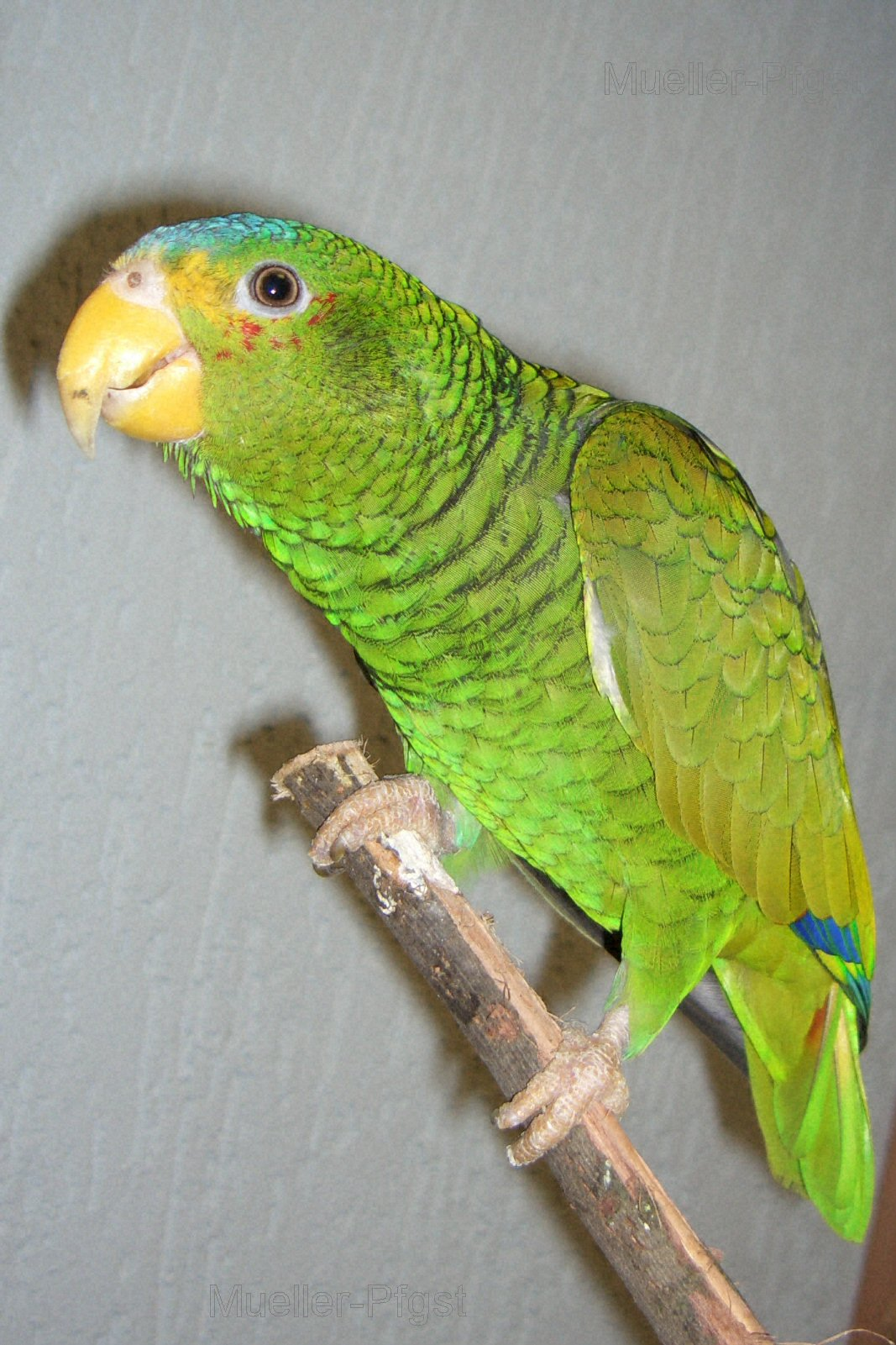
Loro yucateco (Amazona xantholora).
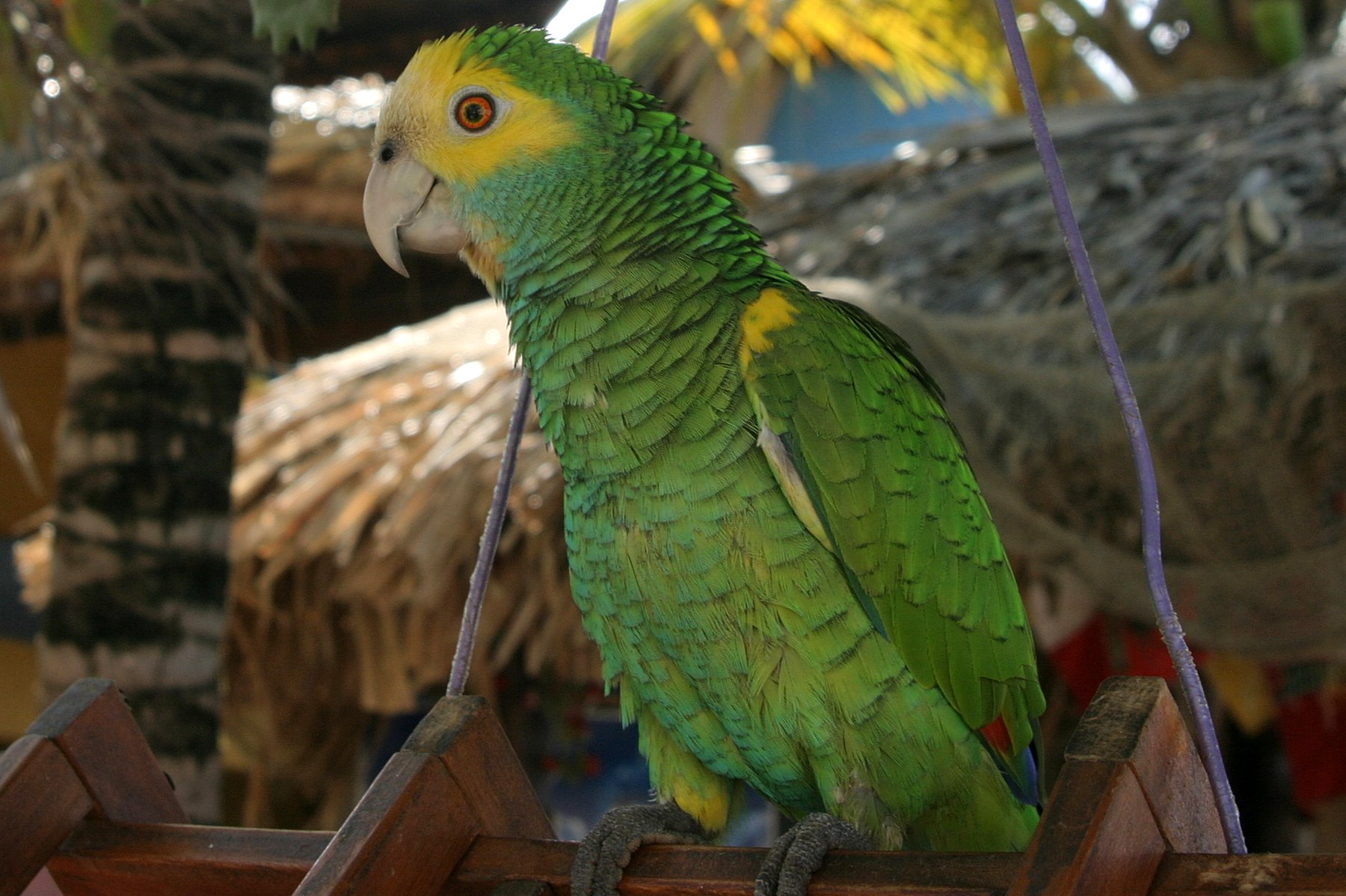
Cotorra margariteña (Amazona barbadensis).
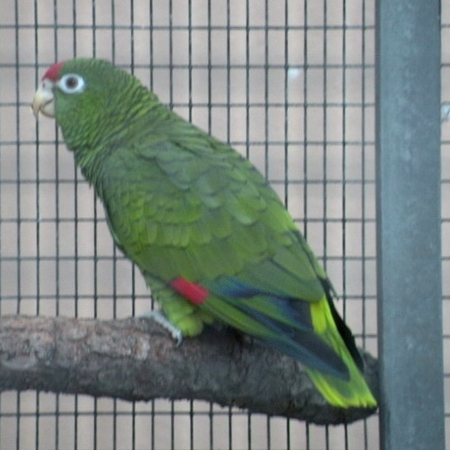
Loro alisero (Amazona tucumana).